# Shorea dasyphylla
Shorea dasyphylla är en tvåhjärtbladig växtart som beskrevs av Foxworthy. Shorea dasyphylla ingår i släktet Shorea och familjen Dipterocarpaceae. Inga underarter finns listade i Catalogue of Life.